# Facundo González
Facundo González Molino (Montevideo, 6 luglio 2003) è un calciatore uruguaiano, difensore della Juventus e della Juventus Next Gen.

## Carriera

### Club
Da giocatore giovanile, González è entrato a far parte del settore giovanile della squadra spagnola di quinta divisione Vista Alegre. Nel 2019 entra a far parte del settore giovanile del Valencia nella Liga spagnola.
L'8 agosto 2023 firma un contratto triennale con la Juventus che lo paga 1,75 milioni.
Il 23 agosto 2023 González è passato in prestito alla Sampdoria, militante in Serie B.
Il 29 agosto 2024 viene ceduto in prestito al Feyenoord.

### Nazionale
Nel settembre 2022, ha giocato per la squadra under 20 dell'Uruguay nel Torneo Cuadrangular de Maldonado. Ha fatto parte della squadra uruguaiana che ha vinto la Coppa del Mondo FIFA Under 20 del 2023 in Argentina.
Nel giugno 2023, González ha ricevuto la sua prima convocazione nella squadra maggiore per le amichevoli contro Nicaragua e Cuba.

## Statistiche

### Presenze e reti nei club
Statistiche aggiornate al 10 dicembre 2024.
| Stagione                 | Squadra                  | Campionato               | Campionato | Campionato | Coppe nazionali | Coppe nazionali | Coppe nazionali | Coppe continentali | Coppe continentali | Coppe continentali | Altre coppe | Altre coppe | Altre coppe | Totale | Totale |
| Stagione                 | Squadra                  | Comp                     | Pres       | Reti       | Comp            | Pres            | Reti            | Comp               | Pres               | Reti               | Comp        | Pres        | Reti        | Pres   | Reti   |
| ------------------------ | ------------------------ | ------------------------ | ---------- | ---------- | --------------- | --------------- | --------------- | ------------------ | ------------------ | ------------------ | ----------- | ----------- | ----------- | ------ | ------ |
| 2020-2021                | Valencia Mestalla        | SDB                      | 20         | 0          | -               | -               | -               | -                  | -                  | -                  | -           | -           | -           | 20     | 0      |
| 2021-2022                | Valencia Mestalla        | TF                       | 23         | 3          | -               | -               | -               | -                  | -                  | -                  | -           | -           | -           | 23     | 3      |
| 2022-2023                | Valencia Mestalla        | SF                       | 17         | 1          | -               | -               | -               | -                  | -                  | -                  | -           | -           | -           | 17     | 1      |
| Totale Valencia Mestalla | Totale Valencia Mestalla | Totale Valencia Mestalla | 60         | 4          |                 | -               | -               |                    | -                  | -                  |             | -           | -           | 60     | 4      |
| 2023-2024                | Sampdoria                | B                        | 28+1       | 2          | CI              | 1               | 0               | -                  | -                  | -                  | -           | -           | -           | 30     | 2      |
| 2024-2025                | Feyenoord                | E                        | 6          | 0          | CO              | 2               | -               | UCL                | 2                  | 0                  | SO          | -           | -           | 10     | 0      |
| Totale carriera          | Totale carriera          | Totale carriera          | 94+1       | 6          |                 | 3               | 0               |                    | 2                  | 0                  |             | 0           | 0           | 100    | 6      |

## Palmarès

### Nazionale
- Campionato mondiale Under-20: 1

Argentina 2023